# Dubai Autodrome
Dubai Autodrome là một trường đua thuộc FIA dài 5,39 km ở Dubailand, Dubai, Các Tiểu vương quốc Ả Rập Thống nhất. Được khai trương vào tháng 10 năm 2004 với vòng chung kết LG Super Racing Weekend và các vòng chung kết của Giải vô địch FIA GT, Giải vô địch đua xe châu Âu và mùa giải 2004 Formula Renault V6 Eurocup, Dubai Autodrome là phần đầu tiên của việc xây dựng và phát triển Dubai Motor City. Địa điểm này vào tháng 12 năm 2005 tổ chức A1 Grand Prix và Giải vô địch FIA GT từ năm 2004 đến năm 2006. Các kiến trúc sư của dự án là Populous và đoạn đường được thiết kế bởi Clive Bowen của công ty Apex Circuit Design.
Kể từ năm 2006, Autodrome đã trở thành nơi tổ chức của Dubai 24 Hour cho cả đội chuyên nghiệp và bán chuyên. Trường đua có giấy phép FIA cấp 1.
Một số lái xe nổi tiếng nhất thế giới đã tham gia các mùa giải hoặc đến thăm trường đua bao gồm nhà vô địch Formula One Michael Schumacher, Kimi Raikkonen và Jenson Button.

## Vai trò
Mục tiêu phát triển là thúc đẩy các hoạt động đua xe mô tô ở Các Tiểu vương quốc Ả Rập Thống nhất ở cấp quốc gia. Thông qua DAMC, đây là địa điểm tổ chức các cuộc đua cho: Giải vô địch đua xe Các Tiểu vương quốc, Giải vô địch GT của Các Tiểu vương quốc Ả Rập Thống nhất, Giải đua xe NGK, Giải vô địch Clio Các Tiểu vương quốc Ả Rập Thống nhất và Giải vô địch xe đạp thể thao Các Tiểu vương quốc Ả Rập Thống nhất. Các giải đua xe nhỏ hơn đã được tổ chức tại đây bao gồm: Trofeo Maserati, Radical Cup, Porsche Cup Trung Đông, Suzuki Swift Cup và Formula Gulf 1000.

## Hankook 24 Hours of Dubai
Cuộc đua về sức bền của Hankook 24 Hours of Dubai đã trở thành trụ cột chính của lịch đua xe thể thao quốc tế và là sự kiện đua xe đường bộ đầu tiên. Tổ chức tại Dubai Autodrome, cuộc đua thu hút các đội đua từ các tiểu vương ở Các Tiểu vương quốc Ả Rập Thống nhất.

## Dubai Kartdrome
Kartdrome - là một phần của khu phức hợp Autodrome - là một đường đua tiêu chuẩn quốc tế ở Dubai Autodrome.
Đây là địa điểm tổ chức các vòng đấu karting của Các Tiểu vương quốc Ả Rập Thống nhất gồm có Cadet, Rotax Max Junior, Rotax Max Senior và SWS Sprint Series, Ngoài ra còn có lịch thi đấu Dubai Kartdrome Endurance Challenge - một loạt bốn cuộc đua độ bền từ 12 đến 24 giờ thu hút các nhóm karting từ khắp nơi trên thế giới.
Các Kartdrome đã tổ chức vòng đua Biland World Finals và giải vô địch đua xe Trung Đông.

### Cấu trúc
Đường đua xe đạp ngoài trời dài 1,2 km, đường đua xe trong nhà dài 620 m.

## Cấu trúc và đường đua
Trường đua - có 4 cấu hình đua xe F1 và 2 cấu hình cho xe máy - được thiết kế để đáp ứng các yêu cầu an toàn nghiêm ngặt và là đường đua được FIA công nhận đầu tiên bằng cách kết hợp việc rải nhựa. Hệ thống giám sát kỹ thuật số cung cấp phạm vi phủ sóng hoàn chỉnh của tất cả các khu vực được theo dõi và được liên kết với phòng điều khiển Race/Safety để theo dõi và lưu trên đĩa cứng. Điều này có nghĩa là mọi sự kiện dọc theo đường đua trong một cuộc đua đều được ghi lại và cung cấp góc nhìn thực tế cho các học viên. Hầu hết các tiện nghi đều nằm trong khu phức hợp cực kỳ hiện đại 2 tầng quay mặt về phía khán đài.
Các tiện nghi này bao gồm Pit Complex, phòng điều khiển Race/Safety, phòng chấm công, trung tâm truyền thông, phòng VIP Suite và phòng tiếp tân. Một trung tâm y tế nằm phía sau khu vực đường pit cho trường hợp khẩn cấp trong các sự kiện lớn. Phía sau đường pit cũng có là một paddock truyền thống cho đội ngũ nhân viên.

Những khóa học có quyền thực hành ngay trên đường đua.

Giải Grand Prix
Đua cấp Câu lạc bộ
Đua cấp Quốc tế
Đua cấp Quốc gia

### Đường đua cho các khóa học

Khóa học xử lý các cua quẹo
Khóa học xử lý các khúc cua đơn giản

## Kỷ lục
Kỷ lục đua xe trong các kỳ Grand Prix được Kamui Kobayashi thiết lập với thời gian 1:41.220.

## Tai nạn gây tử vong
| STT | Tay đua             | Thời gian            | Vòng    | Giải đua                  | Thể thức                                         | Loại xe         |
| --- | ------------------- | -------------------- | ------- | ------------------------- | ------------------------------------------------ | --------------- |
| 1   | Christophe Hissette | tháng 4 năm 2010     | Vòng 16 |                           | Giao hữu                                         | Radical SR3     |
| 2   | Pascal Grosjean     | 27 tháng 11 năm 2010 | Cuối    | Giải đua xe thể thao 2010 | Giải vô địch Sportbike 600cc Các Tiểu vương quốc | Sportbike 600cc |
| 3   | Federico Fratelli   | tháng 1 năm 2018     | Vòng 14 | Giải đua xe thể thao 2018 | Giải vô địch Sportbike 600cc Các Tiểu vương quốc | Sportbike 600cc |